# Miranda (football)
Pour les articles homonymes, voir Miranda.
João Miranda de Souza Filho, appelé plus couramment Miranda, né le 7 septembre 1984 à Paranavaí dans l'État brésilien du Paraná, est un footballeur international brésilien jouant au poste de défenseur central.
Il remporte le Championnat du Paraná de football en 2004 avec l'équipe de Coritiba FC et il remporte 3 fois d'affilée le championnat brésilien. Il gagne aussi la Ligue Europa 2012, la Supercoupe de l'UEFA et il est finaliste de la Ligue des Champions 2014.

## Biographie

### Début de carrière avant l'Atlético de Madrid (2004-2011)
En 2005, il a signé un contrat avec le FC Sochaux-Montbéliard. Il y restera le temps d'une saison.
En 2006, il a été prêté au São Paulo FC pour remplacer le défenseur uruguayen Diego Lugano. Il a depuis signé un contrat avec ce club jusqu'en 2011. Il jouera plus de 250 matches et restera un joueur important de l'équipe durant 5 ans. Il finira 3 fois champion du Brésil en 2006, 2007, 2008.

### Atlético Madrid (2011-2015)

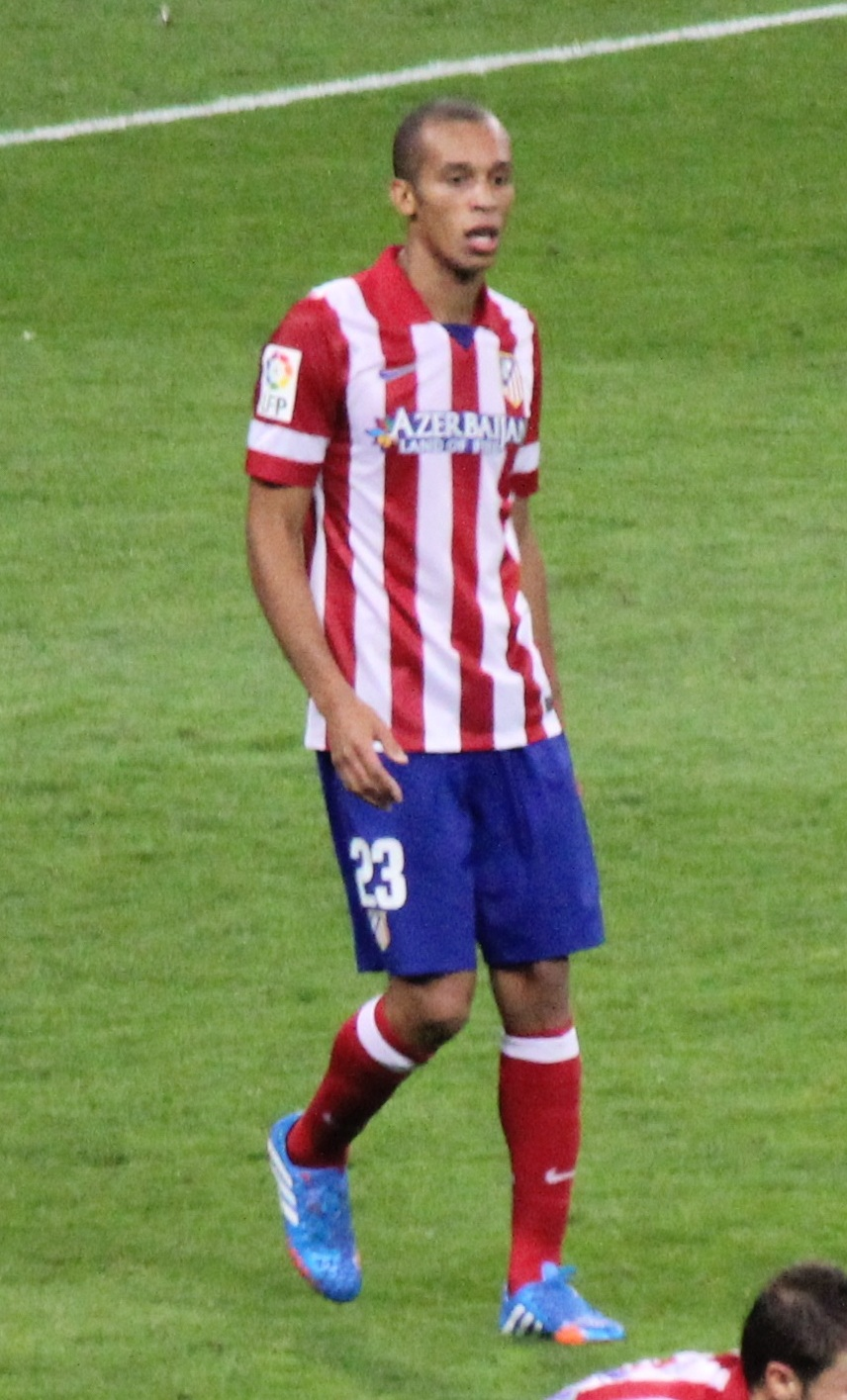
Miranda avec l'Atlético de Madrid en 2014.

À l'été 2011, il signe à l'Atlético Madrid. Pour sa 1e saison il remporte la Ligue Europa 2012 en étant titulaire pour plus de 15 matches. Il remporte également la Supercoupe de l'UEFA face à Chelsea FC. Il joue au total plus de 40 matches durant cette saison. La saison suivante avec son club, il va arracher le titre de la Coupe d'Espagne 2013 à son rival local le Réal Madrid. Il va marquer un but dans les prolongations à la 98e minute qui va faire gagner son équipe. Il est auteur d'une superbe saison 2013-2014 comme la plupart de ses coéquipiers où son équipe remportera la Liga 2014 devant le FC Barcelone et le Réal Madrid. et jouera la finale de la Ligue des champions perdue 4-1 face au Real Madrid. L'Atlético perdra aussi la Coupe d'Espagne de football 2013-2014 au détriment du Real Madrid vainqueur du FC Barcelone 2 buts à 1 en finale. Il aura joué plus de 170 matches avec le club madrilène en tant que défenseur majeur de l'équipe.

### Inter Milan (2015-2019)
Après avoir disputé 4 bonnes saisons à l'Atlétco de Madrid. Le 19 juin 2015, l'Inter Milan et l'Atlético Madrid trouvent un accord à hauteur de 15 millions d'euros (12 millions + 3 de bonus) pour le transfert de Miranda. Il dispute une 1re saison sans coupe d'Europe à disputer. Il joue tout de même pus de 30 matches. La saison suivante, il se retrouve en Ligue Europa. Il joue aussi 30 matches avec son club. Durant sa saison 2018, il dispute un peu moins de matches. Sa dernière saison à l'inter milan, il est encore un peu plus éloigné de son équipe avec 20 matches disputés. Il aura gagné aucun trophée chez le grand club italien et aura joué plus de 120 matches sans aucun trophée remporté.

### Pré-retraite en Chine et retour au Brésil (2019-2022)

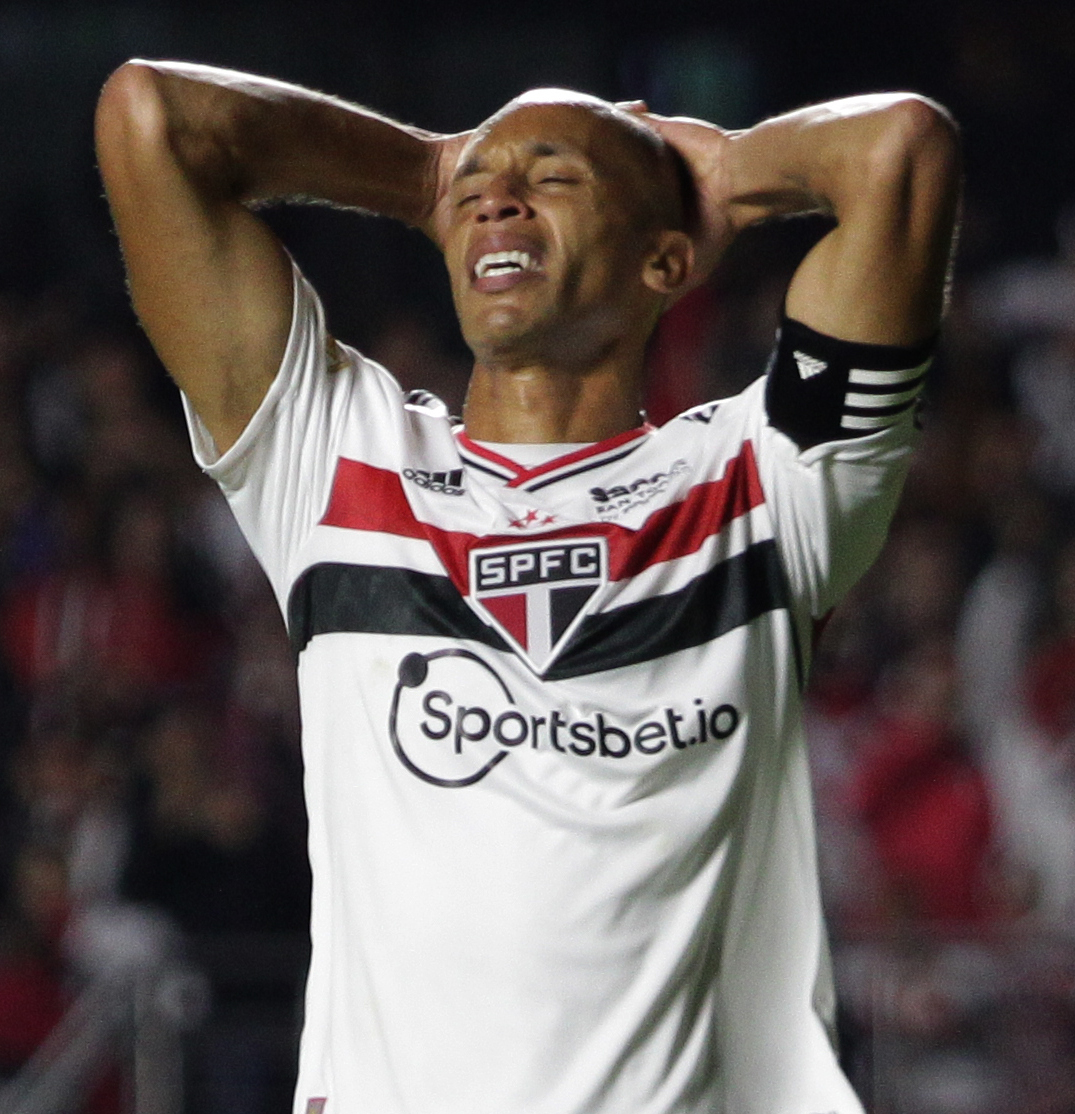
Miranda au São Paulo FC.

Après son passage en Italie chez l'Inter Milan, il rejoint en Chine, l'équipe de Jiangsu Sunning le temps d'une saison avec 28 matches joués et un titre de champion de Chine 2020.
Il reprend le cours de sa carrière pour la saison 2022 pour ses retrouvailles et le retour au pays au São Paulo FC. Il jouera plus de 80 matches avant de prendre définitivement sa retraite sportive.

### En équipe nationale
Il a été appelé pour la première fois en sélection brésilienne en novembre 2008. En 2009, il remporte la Coupe des confédérations en 2009. Il ne participe seulement à la Coupe du monde 2018 avec le Brésil. Il a été éloigné de la sélecio pendant jusqu'en 2015. Grâce à ses performances, il retrouve la sélection brésilienne après la coupe du monde. Il se retrouve même titulaire, le nouveau sélectionneur Dunga le préférant à l'ancien capitaine Thiago Silva. Il remporte la Copa América 2019, son dernier titre avant de prendre sa retraite internationale la même année.

## Style de jeu
Miranda est un défenseur particulièrement intelligent, propre techniquement et serein. Il est très souvent bien placé dans sa zone, possède une bonne lecture de jeu, c'est un joueur qui est doté d'un bon jeu long et applique un marquage plutôt rigoureux et agressif. Il est bon dans le jeu aérien et ses interventions sont, pour la plupart, correctes en plus d'être rarement fautives.

## Statistiques

### Statistiques détaillées
| Saison                | Club                   | Championnat           | Championnat | Championnat | Coupe nationale | Coupe nationale | Coupe de la Ligue | Coupe de la Ligue | Supercoupe | Supercoupe | Compétition(s) continentale(s) | Compétition(s) continentale(s) | Compétition(s) continentale(s) | Supercoupe UEFA | Supercoupe UEFA | Ligue d’État | Ligue d’État | Total | Total |
| Saison                | Club                   | Division              | M.          | B.          | M.              | B.              | M.                | B.                | M.         | B.         | Comp.                          | M.                             | B.                             | M.              | B.              | M.           | B.           | M.    | B.    |
| 2004                  | Coritiba               | Serie A               | 40          | 2           | -               | -               | -                 | -                 | -          | -          | -                              | -                              | -                              | -               | -               | -            | -            | 40    | 2     |
| 2005                  | Coritiba               | Serie A               | 9           | 0           | -               | -               | -                 | -                 | -          | -          | -                              | -                              | -                              | -               | -               | -            | -            | 9     | 0     |
| Sous-total            | Sous-total             | Sous-total            | 49          | 2           | -               | -               | -                 | -                 | -          | -          | -                              | -                              | -                              | -               | -               | -            | -            | 49    | 2     |
| 2005-2006             | FC Sochaux-Montbéliard | Ligue 1               | 20          | 0           | 3               | 0               | 1                 | 0                 | -          | -          | -                              | -                              | -                              | -               | -               | -            | -            | 24    | 0     |
| Sous-total            | Sous-total             | Sous-total            | 20          | 0           | 3               | 0               | 1                 | 0                 | -          | -          | -                              | -                              | -                              | -               | -               | -            | -            | 24    | 0     |
| 2006                  | São Paulo FC           | Serie A               | 14          | 1           | -               | -               | -                 | -                 | -          | -          | -                              | -                              | -                              | -               | -               | -            | -            | 14    | 1     |
| 2007                  | São Paulo FC           | Serie A               | 35          | 2           | -               | -               | -                 | -                 | -          | -          | -                              | 11                             | 0                              | -               | -               | -            | -            | 46    | 2     |
| 2008                  | São Paulo FC           | Serie A               | 24          | 0           | -               | -               | -                 | -                 | -          | -          | -                              | 10                             | 1                              | -               | -               | -            | -            | 34    | 1     |
| 2009                  | São Paulo FC           | Serie A               | 28          | 0           | -               | -               | -                 | -                 | -          | -          | CL                             | 6                              | 0                              | -               | -               | 15           | 1            | 49    | 1     |
| 2010                  | São Paulo FC           | Serie A               | 27          | 1           | -               | -               | -                 | -                 | -          | -          | CL                             | 11                             | 0                              | -               | -               | 19           | 1            | 57    | 2     |
| 2011                  | São Paulo FC           | Serie A               | -           | -           | 6               | 0               | -                 | -                 | -          | -          | -                              | -                              | -                              | -               | -               | 17           | 1            | 23    | 1     |
| Sous-total            | Sous-total             | Sous-total            | 128         | 4           | 6               | 0               | -                 | -                 | -          | -          | -                              | 38                             | 1                              | -               | -               | 51           | 3            | 223   | 8     |
| 2011-2012             | Atletico Madrid        | Liga                  | 27          | 1           | 2               | 0               | -                 | -                 | -          | -          | C3                             | 15                             | 1                              | -               | -               | -            | -            | 44    | 2     |
| 2012-2013             | Atletico Madrid        | Liga                  | 35          | 2           | 7               | 1               | -                 | -                 | 1          | 1          | C3                             | 3                              | 0                              | 1               | 1               | -            | -            | 47    | 5     |
| 2013-2014             | Atletico Madrid        | Liga                  | 32          | 2           | 5               | 0               | -                 | -                 | 2          | 0          | C1                             | 13                             | 2                              | -               | -               | -            | -            | 52    | 4     |
| 2014-2015             | Atletico Madrid        | Liga                  | 23          | 3           | 3               | 0               | -                 | -                 | 2          | 0          | C1                             | 8                              | 0                              | -               | -               | -            | -            | 36    | 3     |
| Sous-total            | Sous-total             | Sous-total            | 117         | 8           | 17              | 1               | -                 | -                 | 5          | 1          | -                              | 39                             | 3                              | -               | -               | -            | -            | 178   | 13    |
| 2015-2016             | Inter Milan            | Serie A               | 32          | 1           | 2               | 0               | -                 | -                 | -          | -          | -                              | -                              | -                              | 1               | 1               | -            | -            | 35    | 2     |
| 2016-2017             | Inter Milan            | Serie A               | 32          | 0           | 1               | 0               | -                 | -                 | -          | -          | C3                             | 3                              | 0                              | -               | -               | -            | -            | 36    | 0     |
| 2017-2018             | Inter Milan            | Serie A               | 31          | 0           | -               | -               | -                 | -                 | -          | -          | -                              | -                              | -                              | -               | -               | -            | -            | 31    | 0     |
| 2018-2019             | Inter Milan            | Serie A               | 14          | 0           | 1               | 0               | -                 | -                 | -          | -          | C1+C3                          | 3+2                            | 0+0                            | -               | -               | -            | -            | 20    | 0     |
| Sous-total            | Sous-total             | Sous-total            | 109         | 1           | 7               | 0               | 1                 | 0                 | -          | -          | -                              | 8                              | 0                              | -               | -               | -            | -            | 125   | 1     |
| Total sur la carrière | Total sur la carrière  | Total sur la carrière | 423         | 15          | 33              | 1               | 1                 | 0                 | 5          | 1          | -                              | 85                             | 4                              | 1               | 1               | 51           | 3            | 599   | 25    |

### Buts internationaux
| 0   | Date             | Lieu                                         | Compétition                            | Résultat | Adversaire | Détail | Détail         | Détail | Sél. |
| --- | ---------------- | -------------------------------------------- | -------------------------------------- | -------- | ---------- | ------ | -------------- | ------ | ---- |
| 1er | 6 septembre 2016 | Arena da Amazônia, Manaus, Brésil            | Éliminatoires Coupe du monde 2018      | V 2-1    | Colombie   | 2e     | de la tête     | 1-0    | 33e  |
| 2e  | 23 mars 2018     | Stade Loujniki, Moscou, Russie               | Match amical                           | V 0-3    | Russie     | 53e    | du pied gauche | 0-1    | 44e  |
| 3e  | 16 octobre 2018  | Stade Roi-Abdallah, Djeddah, Arabie Saoudite | Superclásico de las Américas 2018 (en) | V 0-1    | Argentine  | 90+3e  | de la tête     | 0-1    | 53e  |

## Palmarès

### Coritiba FC
- Champion du Paraná en 2004.

### São Paulo FC
- Champion du Brésil en 2006, 2007 et 2008.

### Atlético de Madrid
- Vainqueur de la Ligue Europa en 2012.
- Vainqueur de la Supercoupe de l'UEFA en 2012.
- Champion d'Espagne en 2014.
- Vainqueur de la Coupe d'Espagne en 2013.
- Finaliste de la Ligue des Champions en 2014
- Vainqueur de la  Supercoupe d'Espagne en 2014.

### Jiangsu Suning
- Champion de Chine en 2020.

### Brésil
- Vainqueur de la Coupe des confédérations en 2009.
- Vainqueur de la Copa America 2019

## Distinctions individuelles
- Ballon d'argent brésilien en 2008 et 2009